# 青首大根
青首大根（あおくびだいこん）は、ダイコンの品種。青首系の宮重大根をベースにした一代雑種で、2013年の時点で日本国内の市場に流通する大根の90％以上を占めている。

## 特徴

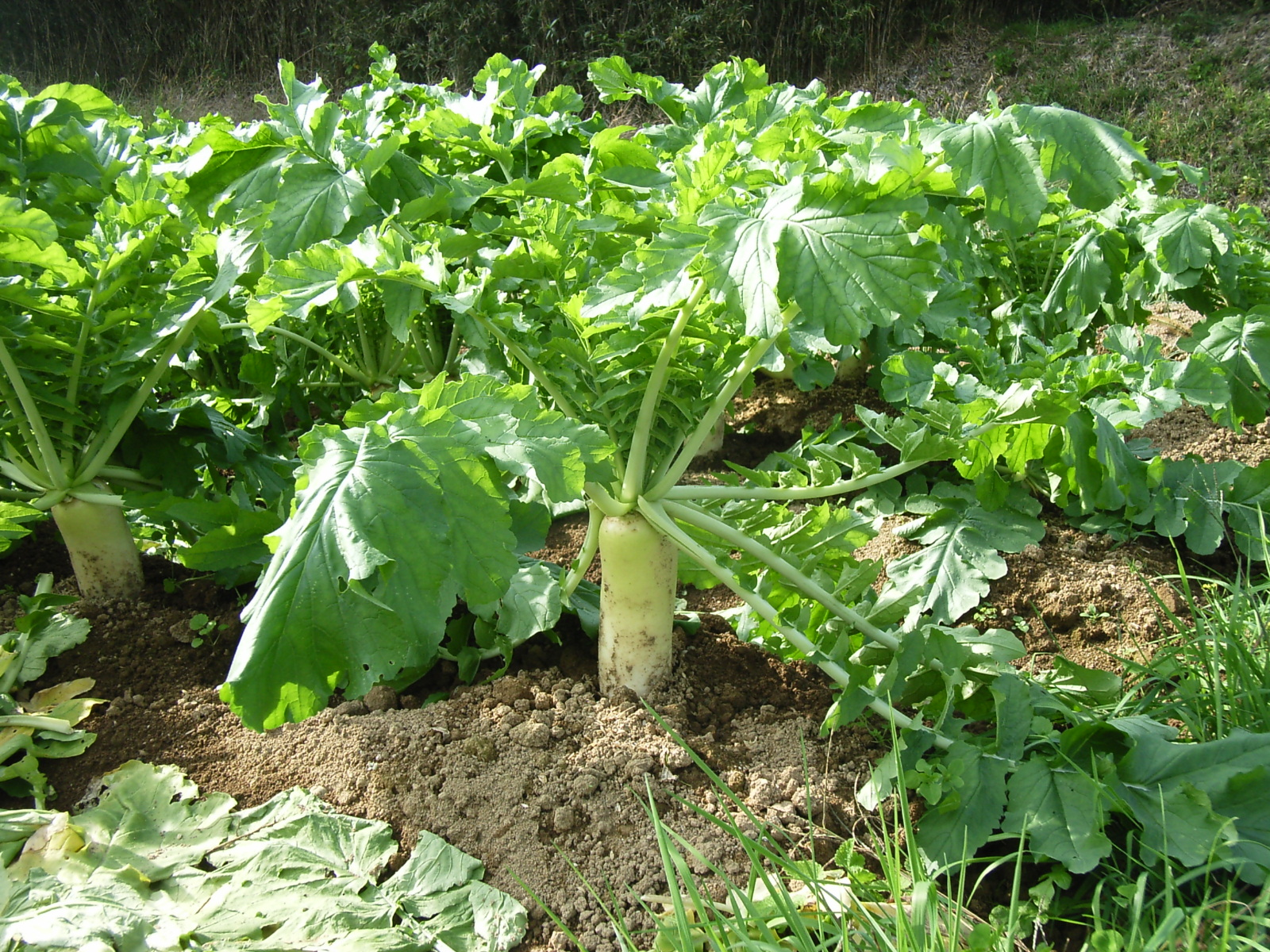
畑で栽培される青首大根。根部が地表からせり上がるため、上部に葉緑体ができて淡緑色になる。また、引き抜くのが容易である。

成長すると根の上の胚軸が地表から大きくせり上がるのが特徴で、日光が当たった表面部分には葉緑体ができて淡緑色になる。このため青首大根という名称がつけられ、せり上がるため引き抜きやすく収穫が楽な点も大きな特長である。
円筒形で水分が多く、根の上部は特に甘味が強く、下部はほどよい辛味があるとされる。また、葉にはビタミンB1やC、カルシウムが多く含まれる。日本では全国的に栽培され、年間を通じて市場に出回っている。

## 歴史
1974年に、主に西日本で栽培されていた青首系の宮重大根などを基に、タキイ種苗によって耐病総太りという病気に強い品種が開発された。
交雑のベースとなったダイコンは、以下の4系統である。
1. 宮重長太大根：青首、耐病性が強くすが入りにくい
2. 黒葉みの早生大根：白首、暑さに強い
3. 宮重総太大根：青首、根の止りが良い
4. 宮重以外の雑種

1.と2.の雑種をまず固定し、3.と4.を固定したものをさらにかけ合わせた四元交配種である。親品種が多いため遺伝子が多様性を持っており、形が揃いにくく均一性に欠ける短所の一方で、雑種のため生命力が強く種子が大量に採れるという長所があった。また、成長に3ヶ月かかっていた在来種に対して2ヶ月で成長し、収穫適期を過ぎてもすが入りにくく、収穫時に引き抜きやすい点が生産者に評価された。
これが現在の青首大根の始まりであり、甘くて柔らかく大きすぎない点が消費者に評価され、白首大根が主流だった東日本でもシェアを伸ばした。三浦大根の生産が盛んだった三浦市でも、1979年10月に発生した大型台風20号で大きな被害を受けたのを契機に、蒔き直しが可能で栽培が容易な点などからわずか2 - 3年で青首大根が生産の主流になっている。なお、耐病総太りは不揃いで箱詰めに支障を来すことから、後に新たな一代雑種が主流となった。
2023年2月22日、広島県尾道市の万田発酵が栽培した大根の重量が45.865キロとなり、ギネス世界記録の「最も重い大根」に認定された。青首大根と桜島大根を掛け合わせた品種で、植物用万田酵素を与えながら通常の2倍の栽培期間（176日）で成長させた。

## 栽培地域
近年は北海道が都道府県別の収穫量で全国1位となっており、冷涼な気候を活かして主に7 - 9月に出荷される。同2位の千葉県では銚子市を中心に生産が盛んであり、10月 - 6月にかけて出荷される。西日本では、徳島県産のものが11 - 3月を中心に大阪市場に多く出回っている。市町村別の収穫量では三浦市が全国1 - 2位であり、11 - 3月に出荷している。